# Iàtrocles
Iàtrocles (grec antic: Ἰατροκλῆς)  () fou un destacat escriptor grec que va escriure sobre temes de tipus gastronòmic, però del que no es coneix ni l'època en què va viure, ni el lloc de la qual era originari.
Ateneu de Nàucratis va conservar el nom de dues de les obres de Iàtrocles, Ἀρτοποιϊκός ('l'art de forner') i Περὶ Πλακούντων ('sobre les coques'), que alguns filòlegs consideren dos noms d'una sola obra.